# Melontræ
Melontræ (Carica papaya) er en oprindelig mellemamerikansk plante, der dyrkes i verdens tropiske egne for sine store frugter, kaldet papaya. Fra plantens saft udvindes enzymet papain, der benyttes til hurtigere at gøre kød mørt. Planten bliver som regel ikke mere end 5-6 år gammel.

## Verdensproduktion
| Top 10 producenter af Melontræ 2018 | Top 10 producenter af Melontræ 2018 |
| Land                                | Produktion (Ton)                    |
| ----------------------------------- | ----------------------------------- |
| Indien                              | 5.989.000                           |
| Brasilien                           | 1.060.392                           |
| Mexico                              | 1.039.820                           |
| Skabelon:DOM                        | 1.022.498                           |
| Indonesien                          | 887.591                             |
| Skabelon:NGA                        | 833.038                             |
| Skabelon:COD                        | 213.769                             |
| Venezuela                           | 188.636                             |
| Colombia                            | 183.732                             |
| Cuba                                | 176.630                             |

## Beskrivelse
Melontræ er en lille, hurtigtvoksende plante med en oftest ugrenet, grøn stamme og en skærmformet krone. Planten er botanisk set en staude, da der ikke dannes egentligt ved i stammen. Knopperne er skruestillede. Bladene er håndstrengede og dybt delte med meget lange stilke. Bladene efterlader centimeterstore ar hele vejen op ad stænglen. 
Blomsterne er enten rent hunlige eller rent hanlige. De er lysegule og sidder i løse, skærmagtige stande ind mellem bladene i kronen. De store, aflange, grønne frugter, der kan veje op til flere kilo, har et orangerødt, særdeles velsmagende kød og grønsorte frø. 
Højde x bredde og årlig tilvækst: 10 x 8 m (100 x 80 cm/år). 

## Hjemsted
Arten kendes ikke vildtvoksende og er formentlig opstået som hybrid mellem flere mellemamerikanske arter. 

## Anvendelse
Planten dyrkes for frugtens skyld i et stort antal sorter, og papaya er en økonomisk betydningsfuld afgrøde i mange tropiske områder.